# Vranule bělokrká
Vranule bělokrká (Picathartes gymnocephalus) je zpěvný pták obývající pralesy západní Afriky, spolu s vranulí šedokrkou tvoří starobylý rod Picathartes.
Dospělí jedinci měří okolo 40 cm a váží asi čtvrt kilogramu. Vyznačují se dlouhým krkem, ocasem a nohama a lysou kůží na hlavě, která je žlutě zbarvená s černými skvrnami na zátylku. Hřbet a křídla jsou černá a krk bílý, nohy jasně modré. Vranule žijí v monogamních párech, které obývají stálé území. Vyhledávají izolované skalní suky, k jejichž stěnám lepí hnízda z bláta, proto potřebují blízkost vodních toků. Převážně se zdržují v hustém porostu nedaleko hnízd. Živí se drobnými bezobratlými živočichy, často následují roje mravenců z rodu Dorylus a loví hmyz, který se před nimi snaží uniknout.
Kácení pralesů vede ke ztrátě přirozených biotopů vranulí, proto jsou rozšířeny pouze ostrůvkovitě a stávají se stále vzácnějšími. Podle odhadů žije v Africe maximálně deset tisíc příslušníků tohoto druhu. Pro svou neobvyklost jsou velmi ceněným objektem pozorování ptáků.